# Kirrweiler (Pfalz)
Kirrweiler (Pfalz) è un comune di 2.069 abitanti della Renania-Palatinato, in Germania.
Appartiene al circondario (Landkreis) della Weinstraße Meridionale (targa SÜW) ed è parte della comunità amministrativa (Verbandsgemeinde) di Maikammer.